# Tronville-en-Barrois
 Tronville-en-Barrois  là một xã thuộctỉnh Meuse trong vùng Grand Est đông bắc nước Pháp. Xã này nằm ở khu vực có độ cao từ 204-353 mét trên mực nước biển. Dân số theo điều tra năm 1999 của INSEE là 1692 người.